# Maciejewo (województwo kujawsko-pomorskie)
Maciejewo – nieistniejąca już osada folwarczna w Polsce, położona w województwie kujawsko-pomorskim, w powiecie toruńskim, w gminie Wielka Nieszawka. Miejscowość była położona na południe od toruńskiego poligonu artyleryjskiego.
Zapis przy miejscowości Brzoza w polu uwagi, w zestawieniu miejscowości w Centralnym Ośrodku Dokumentacji Geodezyjnej i Kartograficznej: do 2009 r. - istniała osada: Maciejewo (nazwa zniesiona).
W latach 1975–1998 miejscowość administracyjnie należała do województwa toruńskiego.
W roku 1930 osadę zamieszkiwało 19 mieszkańców.